# Idaea halmaea
Idaea halmaea är en fjärilsart som beskrevs av Edward Meyrick 1888. Idaea halmaea ingår i släktet Idaea och familjen mätare. Inga underarter finns listade i Catalogue of Life.

## Bildgalleri

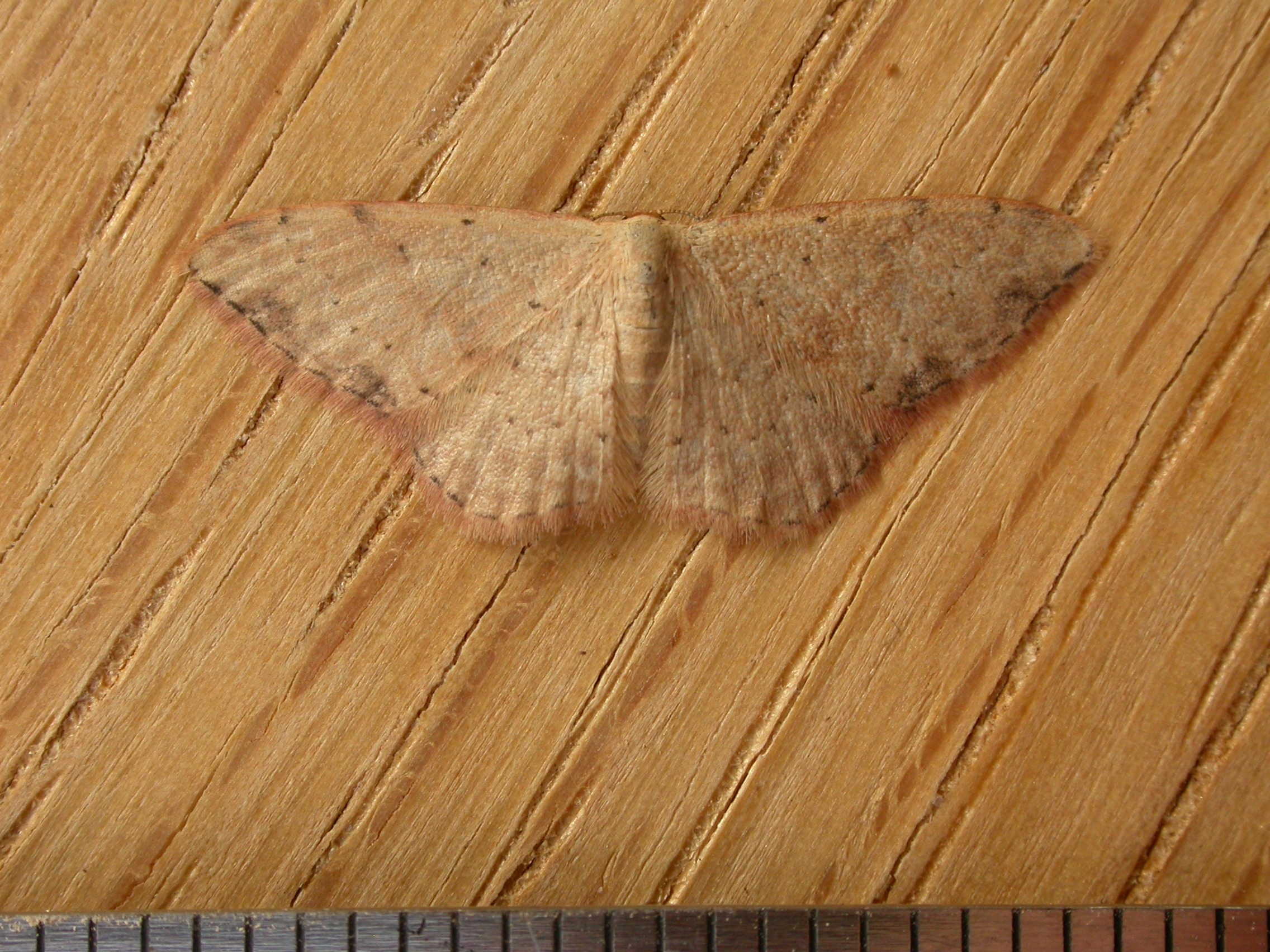